# Joseph O'Neill
Joseph O'Neill (Cork, 23 febbraio 1964) è uno scrittore irlandese.

## Biografia
Nato a Cork, in Irlanda, nel 1964, vive e lavora a New York.
Cresciuto nei Paesi Bassi, dopo gli studi di legge al Girton College di Cambridge inizia il praticantato come barrister a Londra.
Nello stesso periodo esordisce nella narrativa con il fantascientifico Land under England ed in seguito pubblica altri quattro romanzi e un saggio genealogico sulle sue origini turco-irlandesi.
Nel 2009 la sua opera post-undici settembre La città invincibile è stata premiata con il PEN/Faulkner per la narrativa.

## Opere

### Romanzi
- (1987) Land under England
- (1991) This Is the Life
- (1996) The Breezes
- (2008) La città invincibile (Netherland), Milano, Rizzoli, 2009 ISBN 978-88-17-03240-7
- (2014) L'uomo di Dubai[5] (The Dog), Torino, Codice, 2015 ISBN 978-88-7578-542-0

### Biografie
- (2001) Blood-Dark Track: A Family History